# مستنقع ليوبليانا

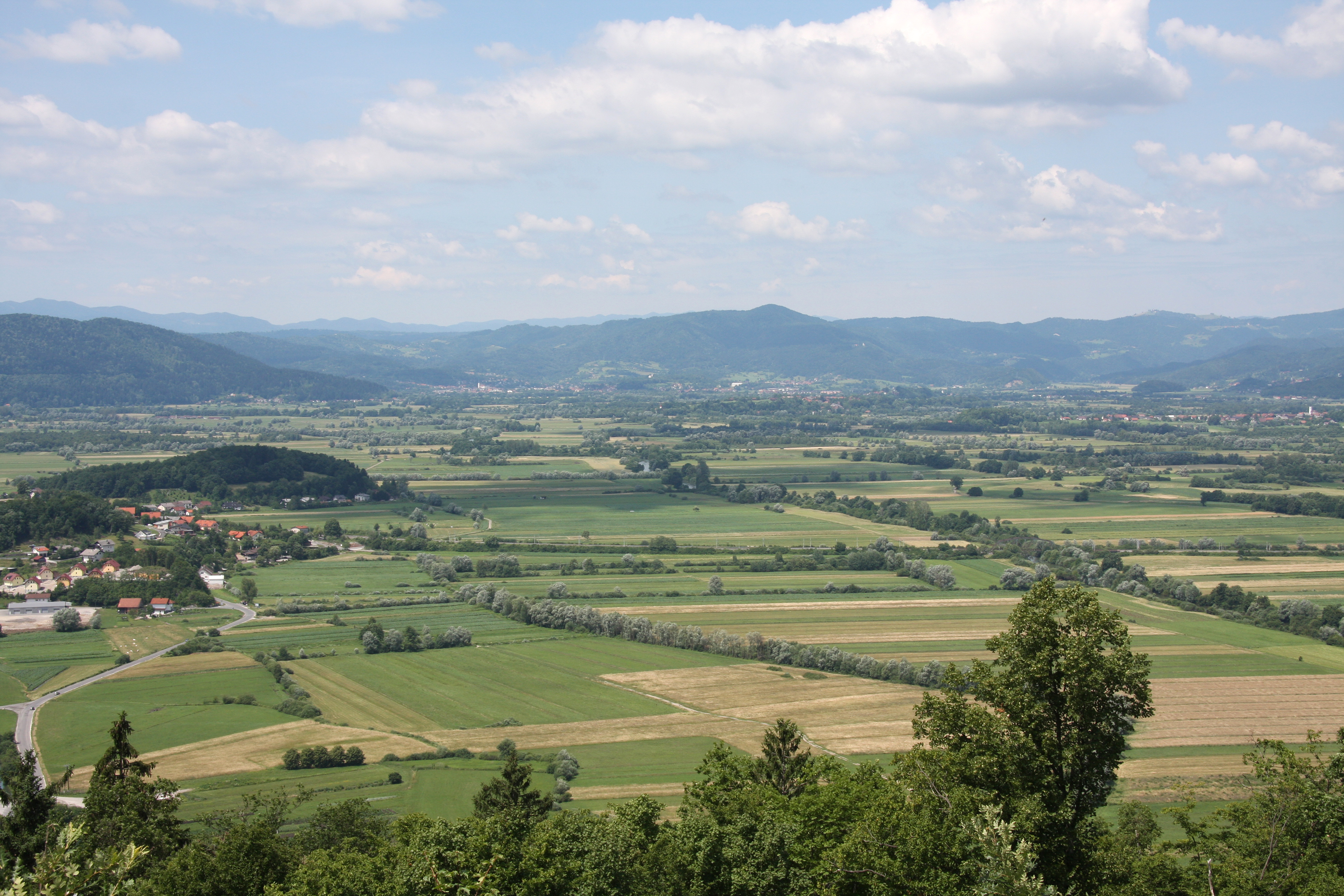
الحافة الغربية لمستنقع ليوبليانا، كما يمكن رؤيتها من تل سانت آن فوق بودبييتش

مستنقع ليوبليانا تقع جنوب ليوبليانا، عاصمة سلوفينيا، وهي أكبر هور في البلاد. وتبلغ مساحتها 163 كيلومتر مربع (63 ميل2) أو 0.8% من أراضي سلوفينية. تدار من قبل بلديات بوروفنيتسا، بريزوفيتشا، ليوبليانا، إيغ، لوغ-دراغومر، شكوفليتسا وفرنيكا.

## التنوع البيولوجي
يتمتع مستنقع ليوبليانا بتنوع بيولوجي كبير. منذ عام 2008م، تم جعل الجزء الأكبر من مستنقع ليوبليانا، الذي يغطي مساحة 135 كـم2 (52 ميل2)، حديقة طبيعية. كانت الأجزاء الأكثر حفظًا قد تم حمايتها بالفعل كمحميات طبيعية ومعالم طبيعية.

## تاريخ
كانت مستنقعات ليوبليانا مأهولة بالسكان في عصور ما قبل التاريخ، عندما كانت عبارة عن بحيرة ضحلة. تعد المساكن المبنية من الأكوام الخشبية التي تعود إلى عصور ما قبل التاريخ وأقدم عجلة خشبية في العالم من بين أبرز الاكتشافات الأثرية التي تم العثور عليها في منطقة المستنقعات. أجريت أعمال تنقيب في المنطقة بقيادة تاتيانا بريجانت منذ عام 1969م. منذ عام 2011م، تم حماية منطقة المساكن المبنية من الأكوام الخشبية بالقرب من إيج كموقع للتراث العالمي لليونسكو.
بدأ تشييد أول طريق عبر المستنقع، والذي يربط ليوبليانا بمدينة ستودينيك (إيج حاليًا)، في عام 1825م واكتمل في عام 1827م. تم تنفيذ العمل تحت قيادة رئيس البلدية يوهان نيبوموك هراديكزي (1775م - 1846م) والحاكم الإقليمي البارون جوزيف كاميلو فون شميدبورغ (1779م - 1846م). قام الإمبراطور فرانتس الأول ملك النمسا والإمبراطورة كارولين أوغستا من بافاريا بفحص الطريق في عام 1830م، وتم تشييد نصب تذكاري لهذا الإنجاز في عام 1833م.

## القري
تضم المستنقعات عددًا من القرى الصغيرة التابعة لمدينة ليوبليانا: إيلوفيكا، وفولار، وبري ستراهو، وبري مارانزو، وكوزوه، وهافبتمانس (من الشمال إلى الجنوب).
تم تأسيس إيلوفيكا في وقت متأخر نسبيًا، بدءًا من عام 1838م، ولم يكن بها سوى ست مزارع فقط بحلول عام 1860م.
تقع فولار بين نهري إيشكيكا وليوبليانا وتم استيطانها بعد عام 1830م، عندما تم تسميتها رسميًا أيضًا باسم كارولينسكا زيمليا، حرفيًا "أرض كارولين"، تكريمًا لكارولين أوغوستا من بافاريا.
تقع كوزوه إلى الجنوب، وهافبتمانس شرق كوزوه.

تم ذكر هافبتمانس بالفعل كمكان في القرن الثامن عشر وتم الاستقرار فيه في سبعينيات القرن التاسع عشر، عندما كان استخراج الخث نشاطًا اقتصاديًا رئيسيًا. ربما يشير اسم هافبتمانس إلى أن الحاكم الإقليمي كان له مناطق صيد في المنطقة. 

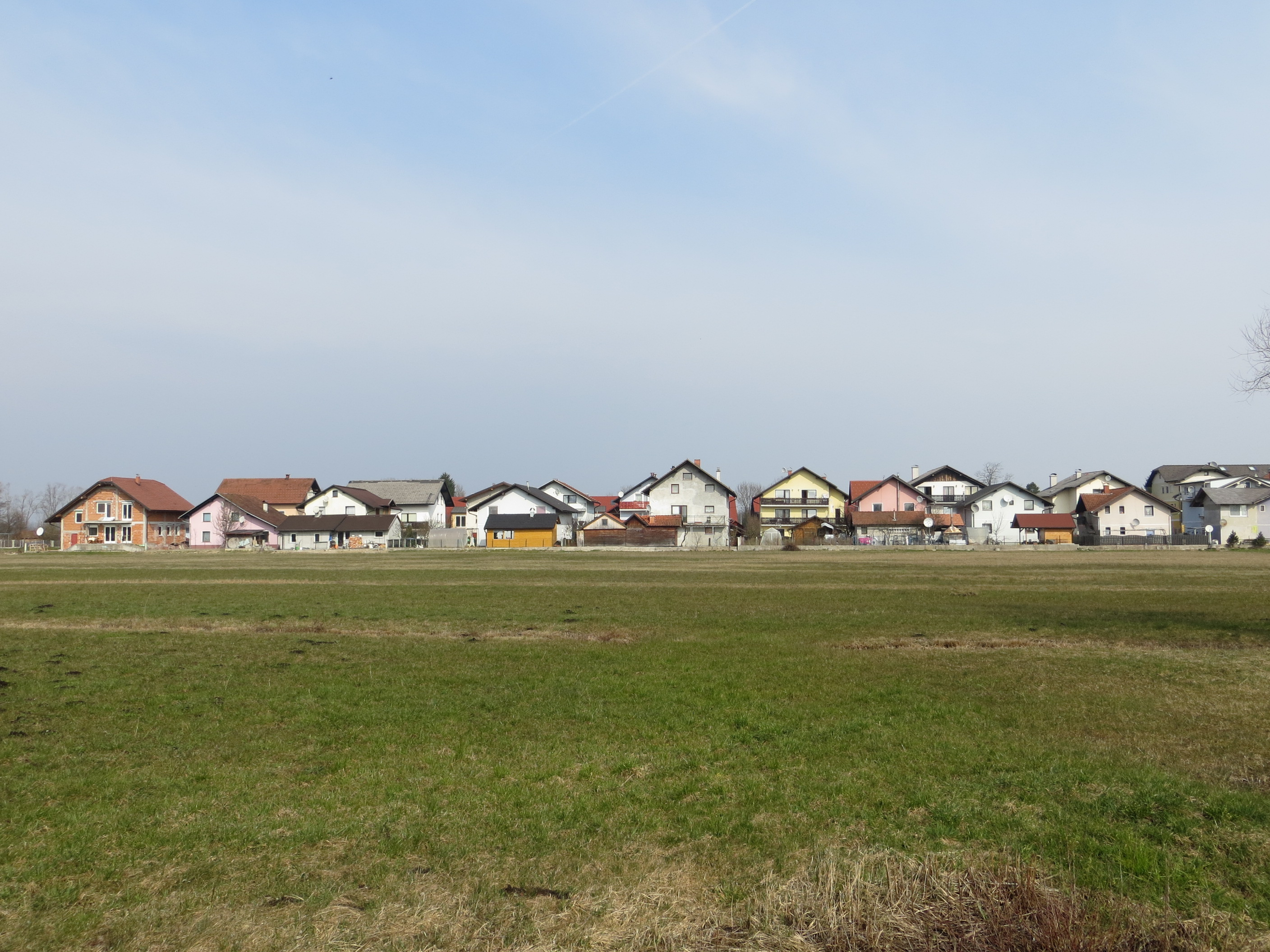
كوزوه
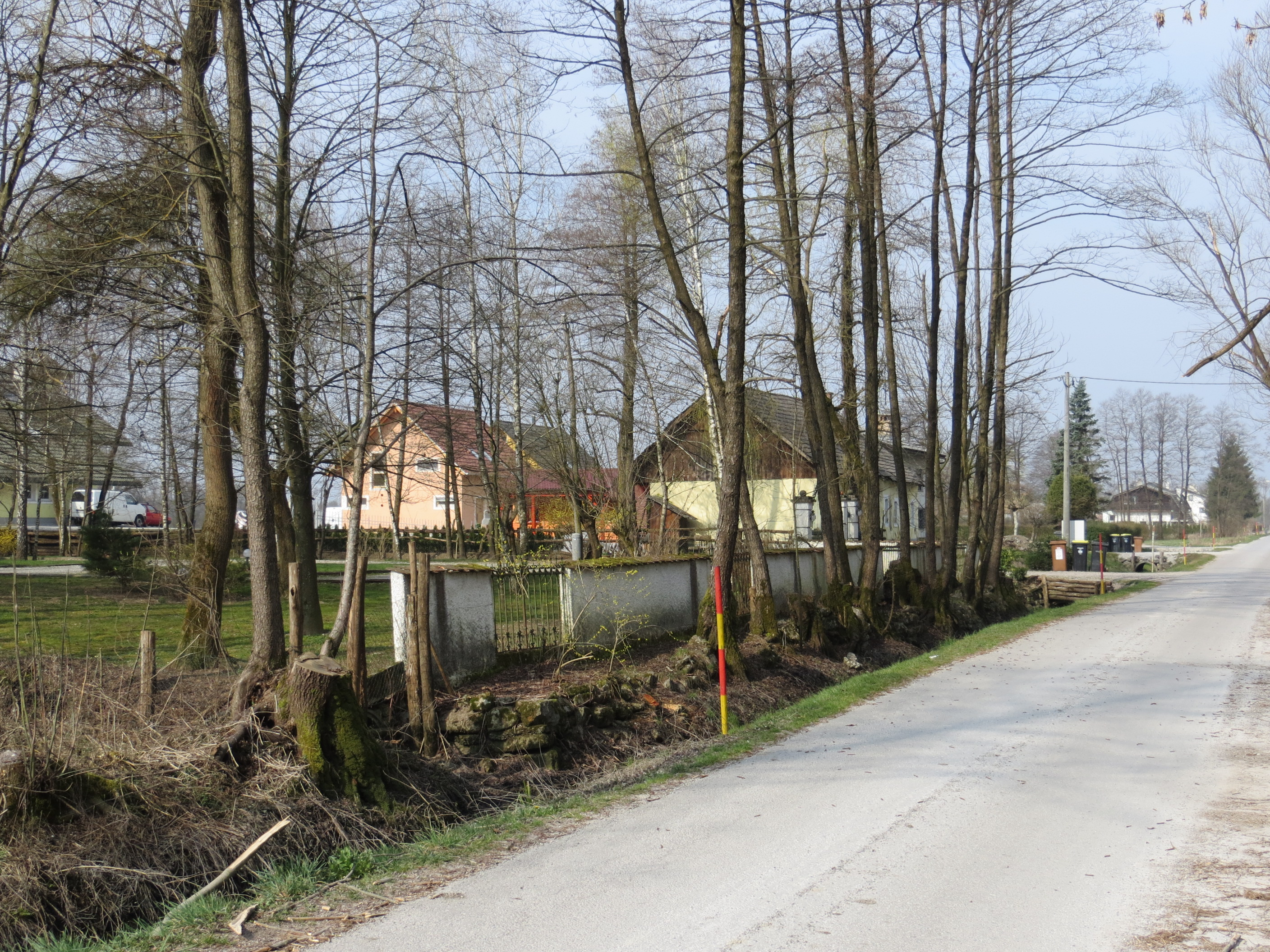
هافبتمانس

## موقع ترفيهي وسياحي

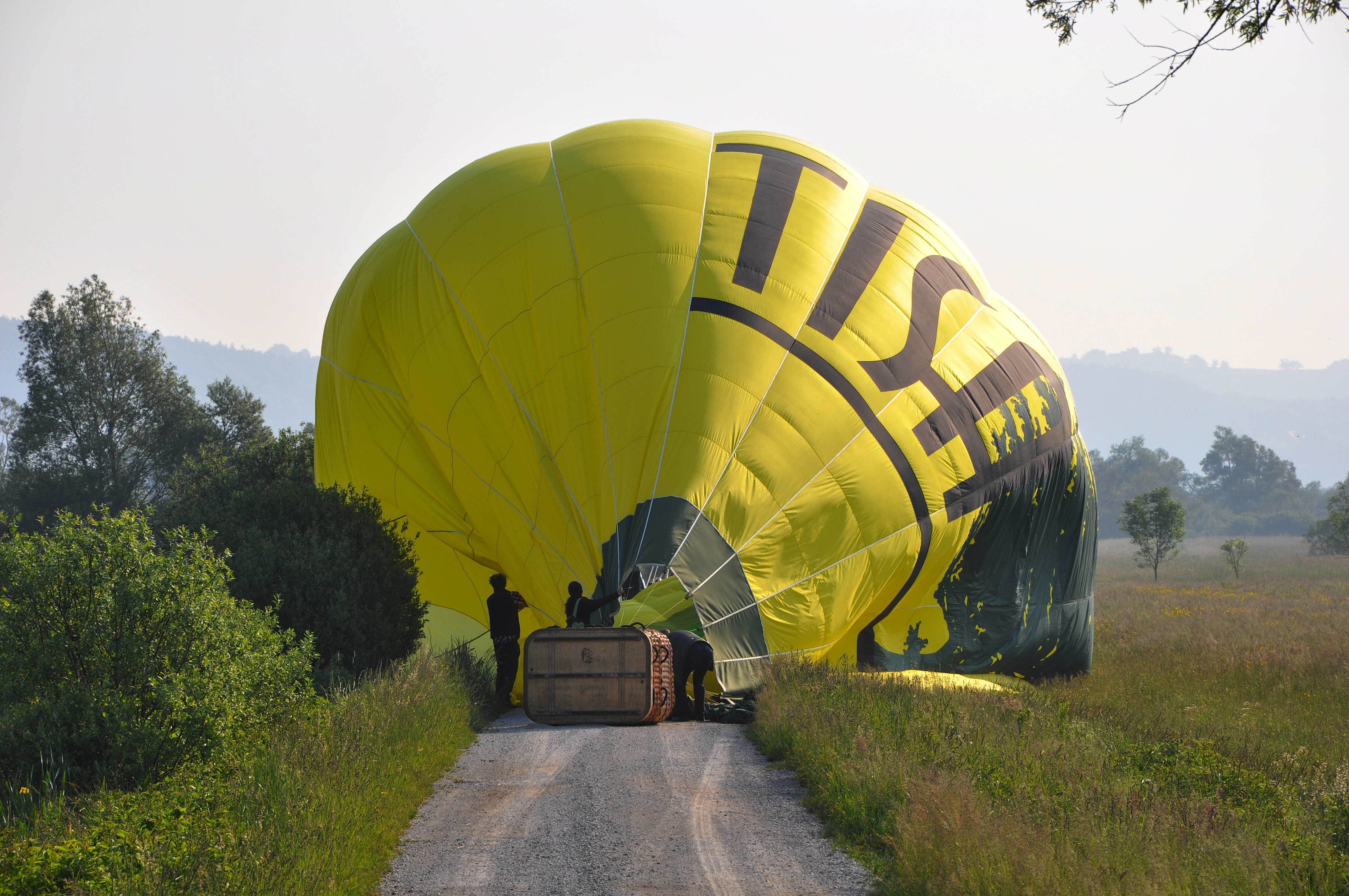
هبوط البالون في المستنقع

تتمتع منطقة مستنقع ليوبليانا بشعبية كبيرة بين محبي المناطيد الهوائية.
حادثة
في 23 أغسطس 2012م، تسبب طيار لا يحمل شهادة طياران صالحة في حادث تحطم المنطاد الهوائي في عام 2012م في مستنقع ليوبليانا، مما أسفر عن مقتل عدة أشخاص وإصابة عدد من الركاب بحروق خطيرة. قدمت السلطات بروتوكولًا جديدًا أكثر صرامة للطيارين لجعل رحلات البالون آمنة.

## روابط خارجية
45°59′14.71″N 14°27′14″E / 45.9874194°N 14.45389°E